# Port lotniczy Yoro
Port lotniczy Yoro (IATA: ORO, ICAO: MHYR) – krajowy port lotniczy zlokalizowany w honduraskim mieście Yoro.